# Biblioteca Central de Educación Secundaria Prof. Carlos Real de Azúa
La Biblioteca Central de Educación Secundaria Prof. Carlos Real de Azúa tal como su nombre lo establece, es la biblioteca central del Consejo de Educación Secundaria de Uruguay, la misma se encuentra ubicada la calle Eduardo Acevedo 1427, en el interior del Instituto Alfredo Vázquez Acevedo en Montevideo.
Es una de las bibliotecas públicas más emblemáticas de Uruguay, luego de la Biblioteca Nacional, y la Biblioteca del Poder Legislativo.

## Historia

### Edificio
La Biblioteca Central de Educación Secundaria fue fundada en 1885, cuando fue sancionada la Ley de Enseñanza Secundaria y Superior, donde establece su organización. Tiene sus orígenes en la Universidad Mayor, pues de ella dependía la Instrucción Secundaria y Preparatoria.
La Sección de Instrucción Secundaria tenía como cometido: «completar los conocimientos de las escuelas elementales», «colocar a los jóvenes en condiciones de seguir un curso técnico o comercial» y prepararlos para iniciar una carrera profesional.
El primer local de la Universidad estuvo ubicado en la calle Sarandí esq. Maciel, y luego fue trasladada a la calle Uruguay entre Convención y Arapey (hoy Río Branco).
En la calle Uruguay contaba con 3 salones que satisfacían todos sus necesidades; pocos años más tarde la Universidad se trasladó a la calle Queguay (hoy Paraguay), entre Cerro Largo y Orillas del Plata.
En 1894 el incremento de alumnos en las Facultades de Matemáticas y Derechos y Sección de Enseñanza Secundaria (quienes compartían la misma sede) hace posible su traslado a un nuevo local de mayores proporciones. Fue su sede entonces el edificio que fuera del Hotel Nacional, local que ocupaba las calles Cerrito, Darséna, Piedras y Patagones (hoy Juan Lindolfo Cuestas). En este nuevo local la sección disponía de una planta completa. Se inicia así la organización de la Biblioteca, Gabinete de Física, Laboratorio de Química, y un Museo de Historia Natural.
Las exigencias de espacio no permitieron desarrollar debidamente los planes de organización. Se requería para ello un edificio exclusivo para la Sección Secundaria y Preparatoria. Estas expectativas se vieron colmadas en 1904 cuando se sanciona por ley la adjudicación a la Universidad de un terreno fiscal comprendido entre las calles Lavalleja, Yaro, Rivera y Caigúa. (hoy Eduardo Acevedo) para construir el edificio destinado a Enseñanza Secundaria. Esa misma ley contemplaba los recursos para llevar a cabo las obras. Los planos estaban a cargo del arquitecto Alfredo Jones Brown se advirtió así que los recursos antes citados no llegaban a cubrir los primeros gastos de construcción.
Se debieron realizar nuevas gestiones, que fueron bien acogidas por los legisladores de aquella época, pudiendo llevarse adelante la obra como había sido proyectada. En 1908 se sanciona una ley por la cual se formaban los “Consejos de las Facultades y de la Sección de Educación Secundaria y Preparatoría con autonomía en su funcionamiento, dejando al Rector y al Consejo Central Universitario tan solo una función de contralor” y supervisión en lo que tiene que ver con las rentas asignadas a la Sección.
La inauguración del nuevo edificio que se celebró el 22 de enero de 1911. Allí se alojaron «las oficinas centrales del decanato, parte de las aulas de secundaria y de todas las de preparatorio». Consta el nuevo local de dos plantas, en su planta se instaló la Biblioteca de la Sección. La Biblioteca contaba apenas en 1885 con varios centenares de volúmenes, en 1894 (local de la calle Cerrito) con 2471 obras, en 1904 contaba con 8678 ejemplares y a fines de 1910 cuando se preparaba a mudarse al nuevo local tenía  11 463 ejemplares. En su nuevo local y gracias a las partidas asignadas para aumentar su fondo la Biblioteca ha crecido muchísimo desde entonces.
En el año 1935 la Sección de Enseñanza Secundaria y Preparatoria se separa totalmente de la Universidad pasando a denominarse Biblioteca Central de Educación Secundaria, tomando su actual perfil.
El 30 de noviembre de 1944 el Consejero Esc. Rafael Ruano Fournier designa al profesor adscripto Miguel Ángel Piñeyro para «reorganizar la Biblioteca Central, procediendo al inventario, clasificación y catalogación de todo el material bibliográfico allí existente».

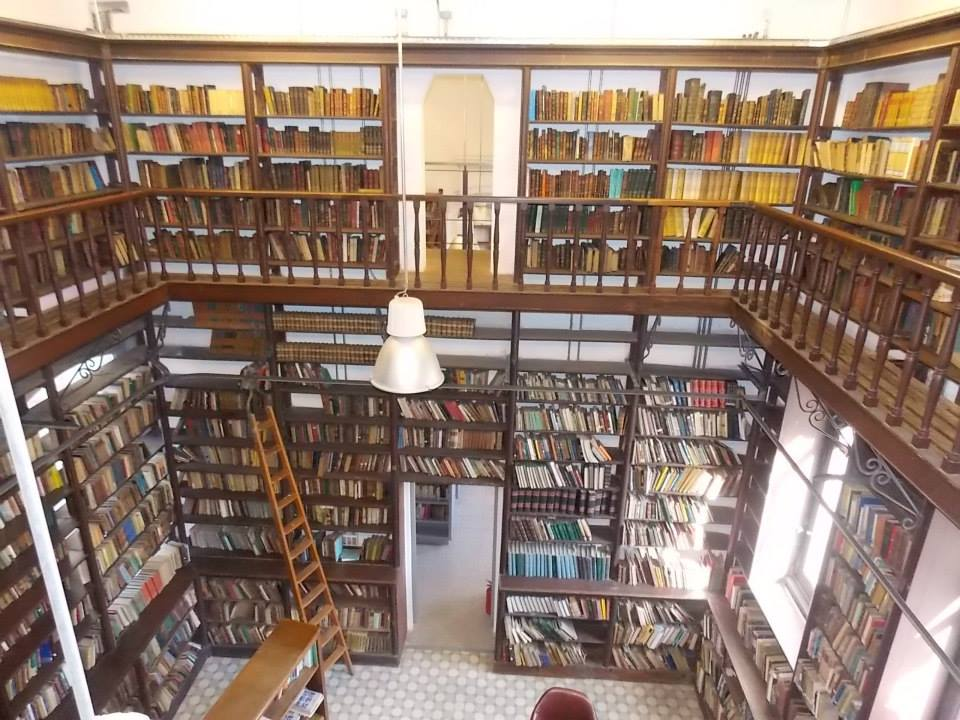
Colección de la Biblioteca Central de Educación Secundaria

### Organización de bibliotecas de Secundaria
El 16 de mayo de 1969 la Escuela Universitaria de Bibliotecología y Ciencias Afines (hoy Facultad de Información y Comunicación) solicita la autorización a las autoridades de Secundaria para comenzar un relevamiento de datos de las bibliotecas liceales de capital e interior. Su finalidad consistía en el planeamiento de los servicios bibliotecarios de enseñanza media. Esto constituye el primer antecedente de un Sistema de Bibliotecas. El Consejo resuelve formar una comisión por: la Bibga. Nidia Ziegler de Cabrera (directora de Escuela Universitaria de Bibliotecología y Ciencias Afines), prof. Hyalmar Bixen, bibliotecarias Hortencia Braceras, Aída Elcarte de Carrió (responsable de la dirección de la Biblioteca Central, y de quien saliera la idea del sistema) y representantes del Consejo.
El 27 de julio de 1971 se entrega el informe de la comisión a las autoridades de Secundaria. El Consejo acepta el plan esbozado por el grupo de trabajo. En 1972 se integra una nueva comisión a pedido de la Biblioteca Central «a los efectos de estudiar la situación de las bibliotecas liceales y la Biblioteca Central».
En noviembre de 1972 la Comisión presenta las siguientes sugerencias:
1) a) coordinar los servicios bibliotecarios de las diferentes bibliotecas que pertenecen al ente y que funcionan en diferentes institutos y liceos. b) catalogar y clasificar los libros que en el futuro sean adquiridos por el ente con destino a todas las bibliotecas de Institutos y Liceos dependientes de Enseñanza Secundaria. c) centralizar la selección y adquisición de los nuevos materiales bibliográficos que se adquieran para los diferentes centros de estudio.
2) Disponer asimismo la creación de un escalafón profesional estableciendo una interdependencia jerárquica entre la Biblioteca Central y las Bibliotecas de Liceos o de Institutos.
3) Crear un Servicio de Contralor e Inspección, a cargo de un inspector de Bibliotecas. Para llenar este cargo se llamaría a Concurso abierto de méritos y oposición entre bibliotecarios egresados de la Facultad de Información y Comunicación. Instituto de Información .
Este proyecto no fue aprobado por las autoridades de aquel momento. En su lugar, en junio de 1973, exp. 9034/863 su Director Prof. y Biblog. David Yudchak Vaiser presenta un proyecto de reorganización de Bibliotecas Liceales a nivel nacional cuyo eje sería la Biblioteca Central, teniendo como finalidad la Centralización de los Procesos Técnicos del Material Bibliográfico a seleccionar y adquirirse considerándose metas y objetivos de la Enseñanza Media y atendiendo su distribución correspondiente consciente de las necesidades, particularmente de su alumnado. Previamente se harían encuestas a las distintas Instituciones liceales para ser más precisos y el logro de una mejor selección del material bibliográfico a enviarse.

## Institucional

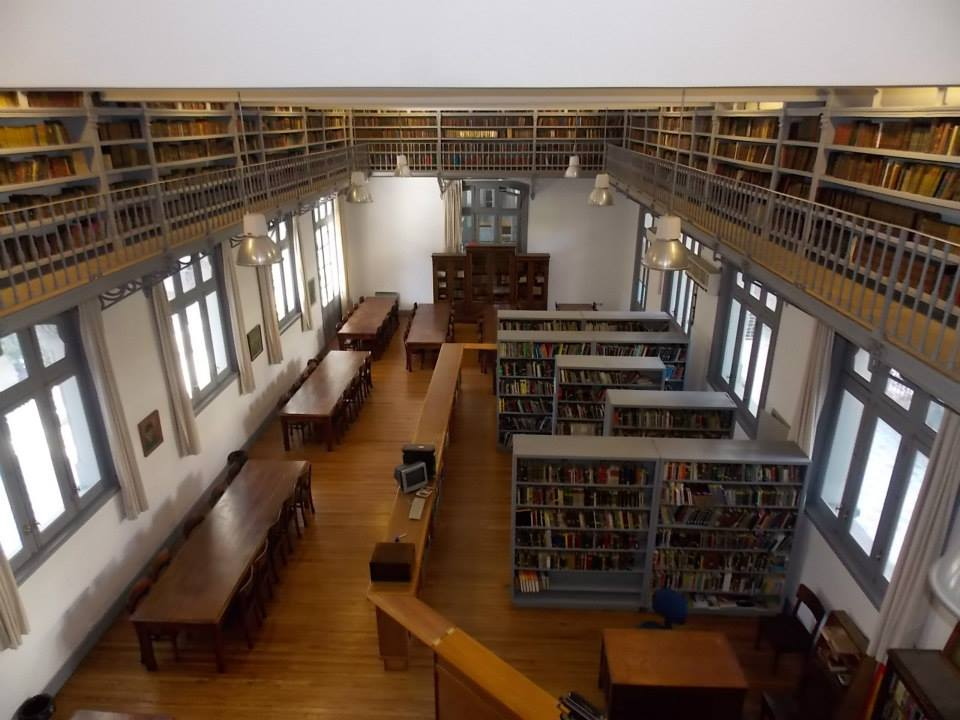
Sala de Lectura de la Biblioteca Central de Educación Secundaria

La biblioteca cuenta con diversas áreas que van desde los Procesos técnicos y adquisiciones, referencia, inclusión digital, sistema de biblioteca y préstamos.
El usuario cuenta para la consulta del material de la biblioteca con el Catálogo Diccionario, en el que se encuentran representadas todas las obras que allí se posee, se recupera la información por medio de fichas de autor, título y materia ordenada alfabéticamente. El usuario es continuamente asesorado por personal especializado que lo orienta en la búsqueda del material a través de dicho catálogo.
La Biblioteca Central posee una base de datos que se puede consultar localmente, con toda la colección ingresada. A partir de 2014 se encuentran trabajando en un Proyecto de Catálogo Colectivo a nivel nacional a través de la web.
El objetivo de la Biblioteca central es poner a disposición del público sus fondos y vincular al usuario con la información y el conocimiento. Apoya los fines y objetivos de la educación y la labor de investigación.

## Servicios
La Biblioteca cuenta con varios servicios que van desde la información y consulta, la cual asesora al usuario en sus solicitudes. Su principal servicio es el préstamo al público en general, estudiantes de los diversos liceos y docentes de la Administración Nacional de Educación Pública.
La Sala de Lectura cuenta con una colección especial de obras para ciclo básico, bachilleratos y bachillerato artístico, que se prestan para consulta únicamente en sala. Los estudiantes y público en general pueden ingresar a la sala con material de estudio propio.
La Biblioteca cuenta con dos Servicio de Extensión: de Cajas Viajeras auspiciado por UNESCO, este servicio consta de ocho cajas-biblioteca que contienen una colección recreativa, actualizada y atractiva de 100 libros para uso de los estudiantes, docentes y padres. Son repartidas a las bibliotecas de los liceos de capital e interior y permanecen allí por espacio de un año. El segundo servicio de extensión es el Centro de Acceso a la Sociedad de la Información en el ámbito virtual con un Espacio de Inclusión Digital pertenecientes a la Red USI. Este es un convenio suscripto por Educación Secundaria y la Administración Nacional de Telecomunicaciones. La finalidad de este centro es contribuir a la superación de la "brecha digital" en nuestro país, facilitando el acceso a las nuevas tecnologías a un amplio sector de la comunidad educativa, a través de servicios de capacitación en informática, uso de equipos y acceso a Internet.

## Colección
Su colección cuenta con aproximadamente 120 000 volúmenes conformado por material ingresado desde su creación 1886. Organizadas en varios sectores dentro de la biblioteca.
| Colección                    | Información |
| ---------------------------- | --- |
| Colección General            | El acervo de Biblioteca Central está conformado por material ingresado desde su creación (1886) a títulos actuales provenientes de compra y donación. Material bibliográfico curricular y que abarca todas las áreas del conocimiento. Sección de Lengua Francesa (material bibliográfico de las más completas obras en Literatura, e Historia relacionales especialmente con la Revolución Francesa de 1789) |
| Colección de Referencia      | Este acervo está constituido por diccionarios, enciclopedias y otros, exclusivo uso en sala de lectura. |
| Colección de Hemeroteca      | Este acervo incluye publicaciones periódicas actuales como Investigación y Ciencia, e históricas, por ejemplo Anales de la Universidad y La Revue des Deux Mondes. |
| Colección Recreativa         | Este acervo ofrece a los estudiantes y docentes una colección de literatura recreativa para préstamo a domicilio por 10 días. |
| Colección de Sala de Lectura | Este acervo ofrece a los estudiantes de Educación Secundaria material actualizado, especialmente el recomendado en las bibliografías de los programas vigentes. |
| Colección de Libros Antiguos | Este acervo se encuentra ubicado en un mueble en la sala de lectura que custodia los libros que datan del siglo XVI. Por ejemplo un ejemplar del Quijote editado en vida de Cervantes. |

La biblioteca convive en el edificio del Instituto Alfredo Vázquez Acevedo con el museo de historia natural “Carlos Torres de la Llosa", el Observatorio Astronómico y el Gimnasio.